# John Knox
Pour les articles homonymes, voir Knox.
John Knox (né vers 1514 à Haddington et mort le 24 novembre 1572 à Édimbourg) est le réformateur (ou fondateur) de l'Église écossaise grâce à sa liturgie : The Book of Common Order (en), qui rompt avec la tradition liturgique latine.
Collaborateur de Jean Calvin, il a organisé l'Église presbytérienne et fut l'une des figures de la réforme écossaise entamée en 1528.

## Une vie mouvementée
Formé à l'université de Glasgow (1529), il étudie la théologie à Saint Salvator's College (1531-1535). Ordonné prêtre en 1536, Knox débute comme notaire, avant de devenir précepteur vers 1544. Témoin des premiers mouvements de réforme qui surviennent après la mort de Jacques V (1542) et marqué par l'autorisation de la lecture de la Bible en langue vulgaire, bientôt adepte de la Réforme, il devient pasteur à Saint Andrews (petite ville située sur la mer du Nord à quelque 100 kilomètres de Glasgow). Capturé en 1547 par les armées catholiques, il est fait prisonnier en France (juillet 1547 - mars 1549) et envoyé aux galères. Après sa libération, il se rend en Angleterre (1549), et se met à prêcher à Berwick, où il rencontre sa future femme Marjory Bowes. Il devient aumônier d'Édouard VI en 1551. En 1552 il tente d'influer sur la révision du Livre de la prière commune de 1549 en demandant la suppression de la génuflexion dans la nouvelle version du Book of Common Prayer.
À l'avènement de la catholique Marie Tudor en 1553, il s'enfuit d'Angleterre - comme beaucoup d'autres exilés mariaux, gagne la France par Dieppe en janvier 1554, puis se rend à Genève où il rencontre Jean Calvin, puis à Francfort-sur-le-Main (novembre 1554 - mars 1555) et en Écosse, puis il revient à Genève (1556) où il devient pasteur de l'Église anglaise, composée d'exilés protestants, la dotant en 1556 d'une liturgie essentiellement traduite de la Forme des prières de Calvin : elle deviendra celle de l'Église écossaise.
De retour en Écosse le 2 mai 1559, il y introduit la Réforme, en prêchant des sermons violents contre la reine Marie Ire Stuart, contre l'autorité féminine, et contre les catholiques. Il entreprend la rédaction de son ouvrage The History of the Reformation of the Religion within the Realm of Scotland. La mort de la régente Marie de Guise fournit au Parlement l'occasion d'adopter le 17 août 1560 une confession de foi écossaise et des lois qui abolissent le catholicisme et promulguent son remplacement par le protestantisme qui devient religion d'État. Le 27 janvier 1561, l'Assemblée de l'église écossaise adopte un Livre de discipline. Avec ce Code de discipline, la confession de foi écossaise et le Book of Common Order (équivalent presbytérien du Book of Common Prayer anglican), est créée la première "règle subordonnée" (subordinate standard) établissant officiellement les principes et les règles de fonctionnement de l'Église d'Écosse.
Quittant définitivement la France, le 14 août 1561, Marie Stuart revient en Écosse à la mort de son époux, le roi de France François II. Mais elle ne parvient pas à asseoir son autorité et les Français, aux prises avec les guerres de religion, ne peuvent pas la soutenir. Par ses sermons, John Knox s'oppose plus durement à la reine, au mode de vie de la cour et contribue à sa déposition en 1567. Cette efficacité oratoire est d'autant plus remarquable que Knox était bègue. Puis il exerce une influence considérable sur le gouvernement de Jacques VI d'Écosse (futur Jacques Ier d'Angleterre), mais meurt avant l'établissement définitif de l'Église presbytérienne d'Écosse.
Prédicateur énergique et violent, Knox a composé de nombreux traités. Dans ses écrits sur les responsabilités religieuses du pouvoir civil, il dépasse de loin la doctrine plutôt passiviste de Calvin, pour qui le fidèle ne doit pas résister à un souverain, même inique ; Knox a développé l'idée que les autorités subalternes (nobles, magistrats) ont le droit et le devoir de résister à un tyran qui, comme Marie Tudor, cherche à imposer l'idolâtrie à ses sujets. Il a sans doute exercé une forte influence sur les huguenots.
Knox fut enterré dans le cimetière de la cathédrale Saint-Gilles d'Édimbourg, l'église où il prêchait. L'emplacement du cimetière, détruit en 1633, est aujourd'hui occupé par un parking, mais une pierre commémorative marque le site approximatif de sa tombe.

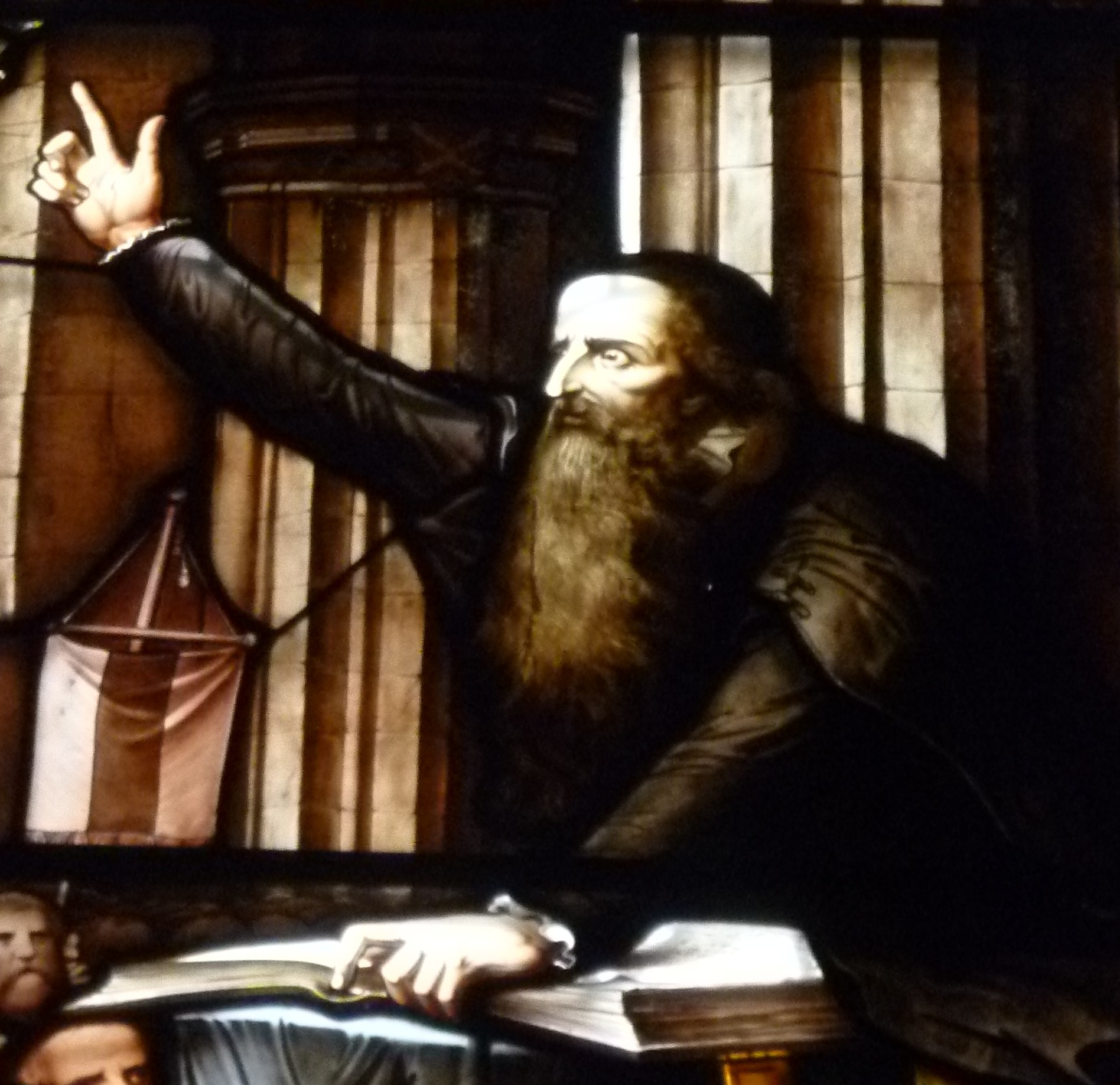
Vitrail de John Knox prêchant dans la Cathédrale Saint-Gilles à Édimbourg.
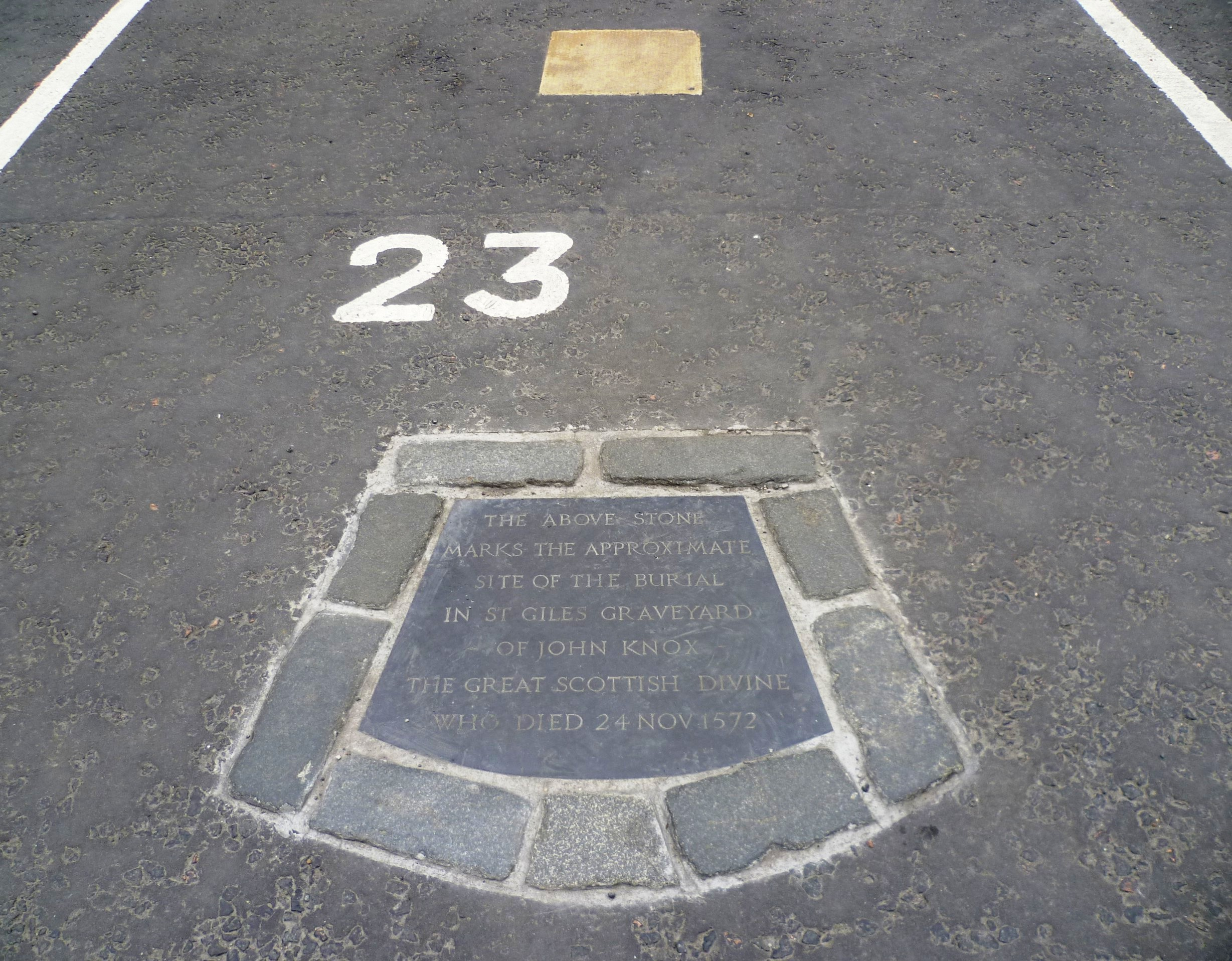
Pierre à Édimbourg marquant le site approximatif de la tombe de Knox, indiquée par le carré jaune à l'arrière-plan.

## Descendance
Parmi les descendants de John Knox figure le pasteur John Witherspoon (1723-1794), un des signataires de la Déclaration d'indépendance des États-Unis.  